# Jonas Fjeld (musiker)
Jonas Fjeld (Terje Lillegård Jensen), född 24 september 1952 i Bodø, men uppväxt i Drammen,  är en norsk sångare, gitarrist, flöjtist, kompositör och producent. Artistnamnet, Jonas Fjeld, togs från romanhjälten, med samma namn, i romanserien av Övre Richter Frich.
Artisten Jonas Fjeld har uppträtt som soloartist, som ena delen av en duo, som medlem av en trio och som frontfigur i ett band.

## Biografi
Jonas Fjeld började spela gitarr 1967, och gick 2 år på Musikkonservatoriet i Drammen med flöjt som sitt huvudinstrument, inspirerad av Jethro Tull. Efter att ha varit med i ett par olika band, med lite olika namn, blev det så Jonas Fjeld Band från 1976. Vid sidan av bandet hade han också en solokarriär, där han bland annat spelade inn albumet Living for the weeekend (1982), i Nashville med Jimmy Tarbutton som producent, och många duktiga musikanter.
Han var också inblandad på andra album, med andra artister, i den här perioden. Runt 1989 satsade han solo igen. Han hade under några år samarbetat med Ole Paus. Nu satt de seg ner för att göra låtar tillsammans. En av dessa var "Engler i snøen". Ett skivbolag satsade på albumet, och resultatet blev en av 1990-talets första stora succéer i Norsk skivindustri, och duetten, med Lynni Treekrem, "Engler i snøen", blev omedelbart hyllad som en klassiker i Norge.
Han startade också ett samarbete med norskamerikanen Eric Andersen, och kanadensaren Rick Danko, från The Band. Under namnet Danko Fjeld Andersen gjorde trion 3 album, och man fick också Spellemannprisen. Lite senare blev det ett ännu tätare samarbete mellan Fjeld och Ole Paus. De bildade en duo, och gav ut albumet To Rustne Herrer (1996). Det har senare blivit ytterligare 3 album,  Damebesøk (1997), Tolv rustne strenger (2002) och Hvis helsa holder - The album (2016).
Jonas Fjeld kommer också, då och då, ut med egna soloalbum, han har varit mycket aktiv och efterfrågad som producent, och han skriver låtar för andra, bland annat kanadensiske Anne Murray. År 2005 började han samarbeta med bluegrassorkestern Chatham County Line från USA. Han har också jobbat med bland annat Øystein Sunde och Henning Kvitnes, bägge välkända norska trubadurer.

## Diskografi

### Album

#### Jonas Fjeld Rock n' Rolf Band
- Jonas Fjeld Rock n' Rolf Band (1973)
- The Best of Jonas Fjeld Rock'n'Rolf Band (1974)

#### Jonas Fjeld Bing Bang Band
- Pans Fløyte (1974)

#### Jonas Fjeld Band
- Endelig (Uff, ikke nå igjen) (1976)
- The Tennessee Tapes (1977)
- Back in the USA (1978)
- Make up (1979)
- Neck n' Neck (1984)
- Time and Motion (1985)

#### Soloalbum
- Take Two Aspirins and Call Me in the Morning (1975)
- Jonas Fjeld's beste (1977)
- Living for the Weekend (1983)
- Neonlys på Wergeland (Kirkelig Kulturverksted, 1987) (med Ingrid Bjoner och Ola B. Johannessen)
- Etterlatte sanger (Curling Legs, 1988) (med Sidsel Endresen)
- Svært nok for meg (1989)
- Texas Jensen (1992)
- Nerven i min sang (Grappa, 1994) (live)
- Beste (1999)
- Voice on the Water (2000)
- Tidevann (2001)
- 50 fra før - 1973-83 (2002)
- Mårrakvist (2006)
- Den gamle veien (2009) (med Henning Kvitnes)
- Hjemmeseier (2011)
- De beste - 60 år i livet - 40 år på veien (2012)
- Hustrig (2015)

#### Danko Fjeld Andersen
- Danko Fjeld Andersen (1991)
- Ridin' on the Blinds (1993)
- One More Shot (2001) (dubbel-CD)

#### To Rustne Herrer
- To rustne herrer (1996)
- Damebesøk (1997)
- Tolv rustne strenger (2002)
- Hvis helsa holder - The Album (2016)

#### Med Chatham County Line
- Amerikabesøk (2007) (live)
- Brother of Song (2009)
- Western Harmonies (2013)

#### Med Judy Collins
- Winter Stories (2019) (Billboard #1)[4]